# بييرو مارتن
بييرو مارتن (بالإيطالية: Piero Martin)‏ (1 يناير 1899 إيطاليا - ) هو لاعب كرة قدم إيطالي، يلعب كمدافع، لعب 7 مباريات وسجل 9 أهداف.

## مسيرته

### مسيرته مع الأندية
- 1915 - 1916 لعب مع Unione Sportiva Torinese  [لغات أخرى]‏ مباراة.
- 1919 - 1925 لعب مع نادي تورينو 6 مباريات سجل خلالها 9 أهداف.